# ياكون
الياكون (الاسم العلمي:Smallanthus) هو جنس من النباتات يتبع الفصيلة النجمية من رتبة النجميات.